# Piscobalaena
Piscobalaena — це вимерлий рід китоподібних, який мешкав від середнього до пізнього міоцену (приблизно 11.6–5.3 мільйонів років тому) в формації Піско в Перу та формації Боун Веллі у Флориді. Принаймні деякі особини цього маленького кита стали жертвою акули C. megalodon.

## Опис
Ця тварина була дуже схожа на сучасних китів, особливо на маленьких. Довжина, ймовірно, була менше 5 метрів, а череп дорослої особини був близько одного метра. Piscobalaena відома кількома добре збереженими екземплярами, включаючи три молоді особини та дорослу особину. Деякі особливості черепа відрізняють Piscobalaena від сучасних китів (наприклад, форма надочноямкового відростка).

## Палеогеографія
Інші фрагменти, які приписують Піскобалаені, також походять з Перу, але датуються трохи давнішим (пізній міоцен, близько 10 мільйонів років тому). Отже, здається, що цей вид китів був розташований на тихоокеанському узбережжі Південної Америки та еволюціонував щонайменше п'ять мільйонів років. Інші скам'янілості, які з деякими сумнівами приписуються Піскобалаєні, походять з міоценової формації Боун-Веллі у Флориді: якщо так, то Піскобалаєна могла мати більше поширення. Це могло бути тому, що Панамський перешийок був відкритий принаймні до пізнього пліоцену, дозволяючи морським видам переходити з Атлантики в Тихий і навпаки.

## Класифікація
Піскобалена, вперше описана в 1989 році Піллері та Сібером, відома зі скам'янілостей, знайдених у формації Піско в Перу. Piscobalaena вважається представником Cetotheriidae групи вусатих китів з примітивними характеристиками, подібними до Balaenoptera, викопні види яких були знайдені в основному в північній півкулі. Найближчим родичем Piscobalaena був Herpetocetus з міо-пліоцену північної півкулі.